# The Zack Files
The Zack Files (No Brasil: Arquivo Zack) é uma série de televisão de ficção científica infanto-juvenil. A atração acompanha as experiências de Zack, um garoto que se mete em aventuras paranormais e que busca entender e desvendar os acontecimentos inexplicáveis que surgem no seu dia a dia. Quando as confusões ocorrem e ele se mete em apuros, ele conta com a ajuda de seus amigos para sair das enrascadas.
Baseada nos livros de mesmo nome de Dan Greenburg, a série Arquivo Zack é uma produção canadense, da DECODE Entertainment.
No Brasil é exibido pela TV Cultura. Estreou em 29 de Março de 2010, na TV Cultura, às 18h30, e foi exibida até 27 de Agosto de 2010. Em 10 de janeiro de 2011, é reexibida a série dentro do bloco Sessão da Hora, de segunda à sexta às 18h45 até 15 de Abril de 2011, antecedendo O mundo de Beakman